# Myrosmodes weberbaueri
Myrosmodes weberbaueri är en orkidéart som först beskrevs av Rudolf Schlechter, och fick sitt nu gällande namn av C.A.Vargas. Myrosmodes weberbaueri ingår i släktet Myrosmodes och familjen orkidéer.
Artens utbredningsområde är Peru. Inga underarter finns listade i Catalogue of Life.